# جوز جندم
جَوزُ جَندُم اسم الثمر والشجر، أو كَوزُ كَندُم أو زَهرَةُ الحَجَر أو مانغوستين (بالعامية العربية)أو زهرة الحجر أو شحمة الأرض أو تراب العسل أو تربة العسل أو بهق الحجر أو ساق الحمام أو نارقيصر أو دود الحلاوة أو التربة (الاسم العلمي:Garcinia mangostana) (بالإنجليزية: Purple mangosteen)‏ هي نوع هجين من النباتات تتبع جنس الغرسنية من فصيلة الكلوزية. هي شجرة استوائية مستديمة الخضرة، يعتقد أن أصلها هو جزر سوندا وجزر الملوك. تنمو الشجرة إلى حوالي 7 إلى 25 متر، وتنتج ثمار جوز جَندُم الصالحة للأكل وهي ذات طعم حامض حلو، تسمي الفياغرا أو الفلورا لان لها مفعول حبة الفياغرا.

## الوصف
قشرة الثمرة بنفسجية داكنة أو بيضاء كما أن لبها حلو المذاق وذو رائحة عطرة ومقسم إلى عدة قطاعات تشبه شكل فصوص الثوم.على الرغم من التشابه بين اسمي جَوزُ جَندُم (المانغوستين بالإنكِليزيّة) والمانجو (المانغو بالإنجليزيّة) فانهما ليسا مرتبطين نباتياً.

## الفوائد
يعتقد أن لجوز جَندُم فوائد صحية منها:[بحاجة لمصدر]
- تنشط الجسم وتقوي المناعة
- تقاوم الأورام السرطانية وأمراض القلب والجلطات
- مضاده للاكتئاب وقرحة المعدة والقرح المعوية
- تكافح علامات الشيخوخة، ومضادة للفيروسات والجراثيم
- مخفضة لدهون الدم وبالتالي تقلل من تصلب الشرايين
- تساعد في إنقاص الوزن
- مضادة للسلوليت العدو الأول لجمال البشرة والجلد
- مضادة للدوخة والدوار والإسهال
- تحمي من الروماتيزم وهشاشة العظام
- تخفف من أعراض السخونة والحمى

## المعلومات الغذائية
المعلومات الغذائية في شراب جوز جَندُم المعلب:

## صور

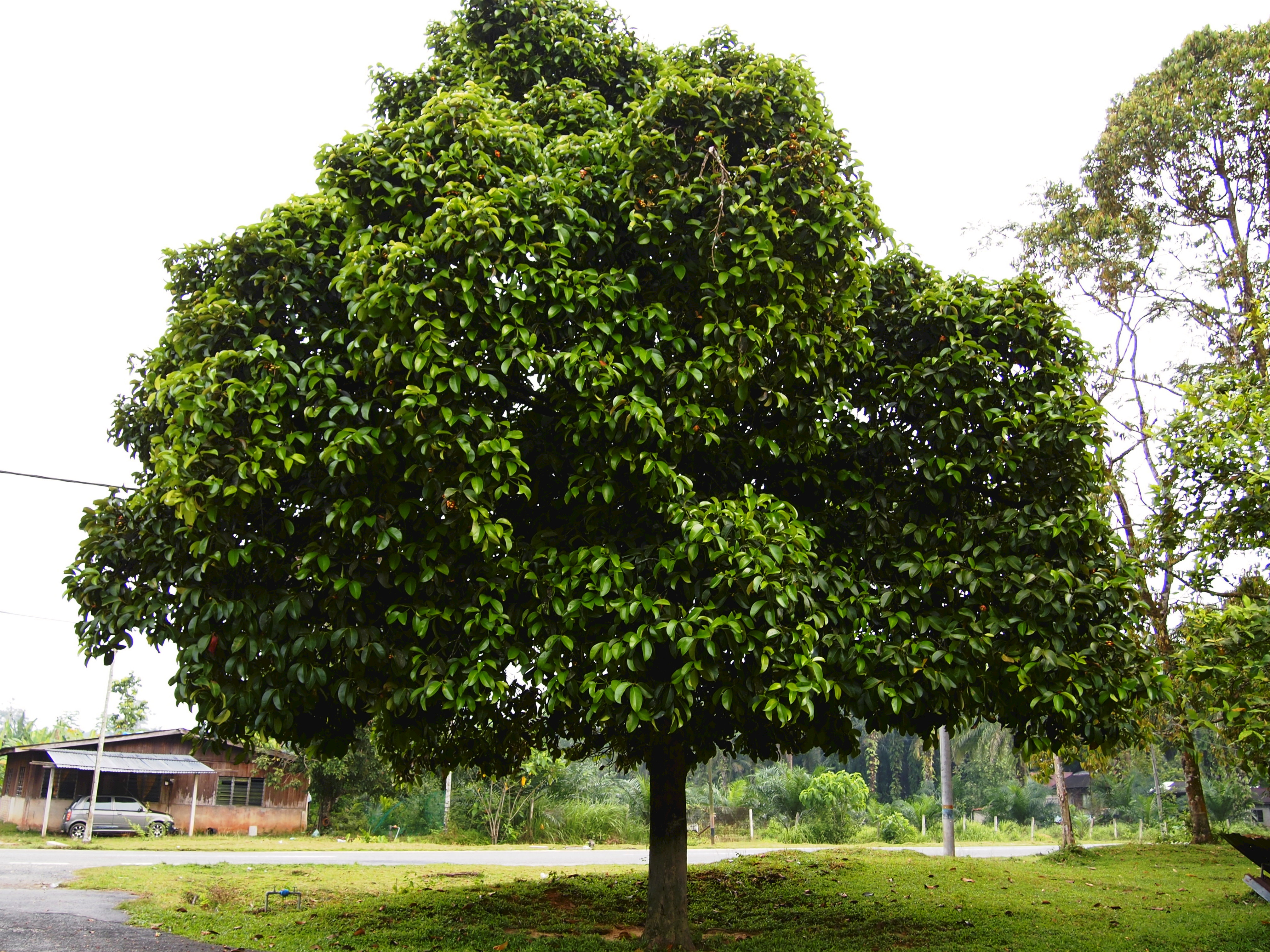
شجرة جوز جَندُم
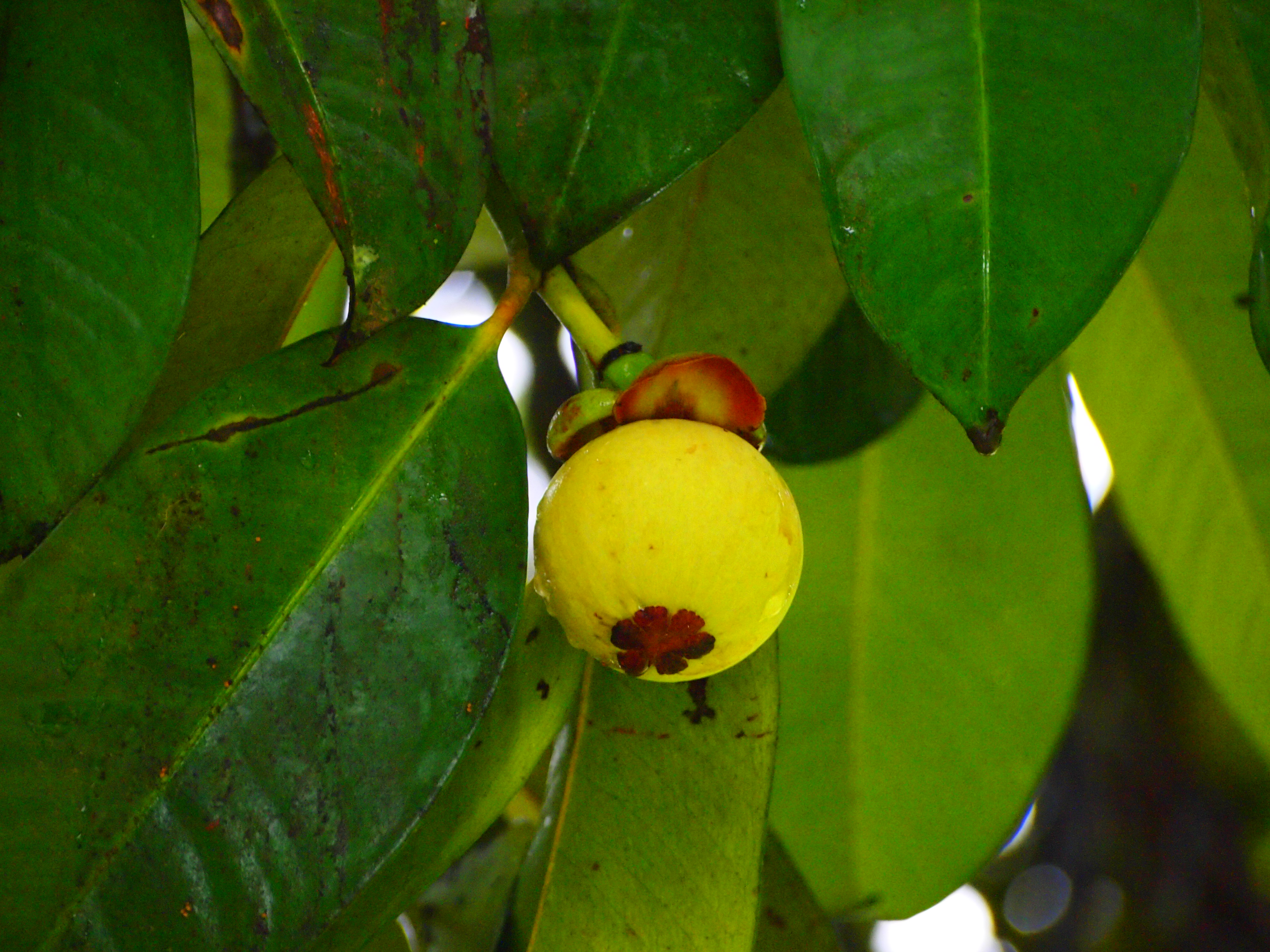
جوزة جَندُم قبل النضوج

## وصلات خارجية
- http://ndb.nal.usda.gov/ndb/search/list?qlookup=09177&format=Full Link to USDA Database entry